# Elisabeth Emmler
Elisabeth Emmler (* 2. Mai 1921 in Pirmasens; † 21. November 1998 in Wertheim) war eine deutsche Scherenschnitt-Künstlerin.

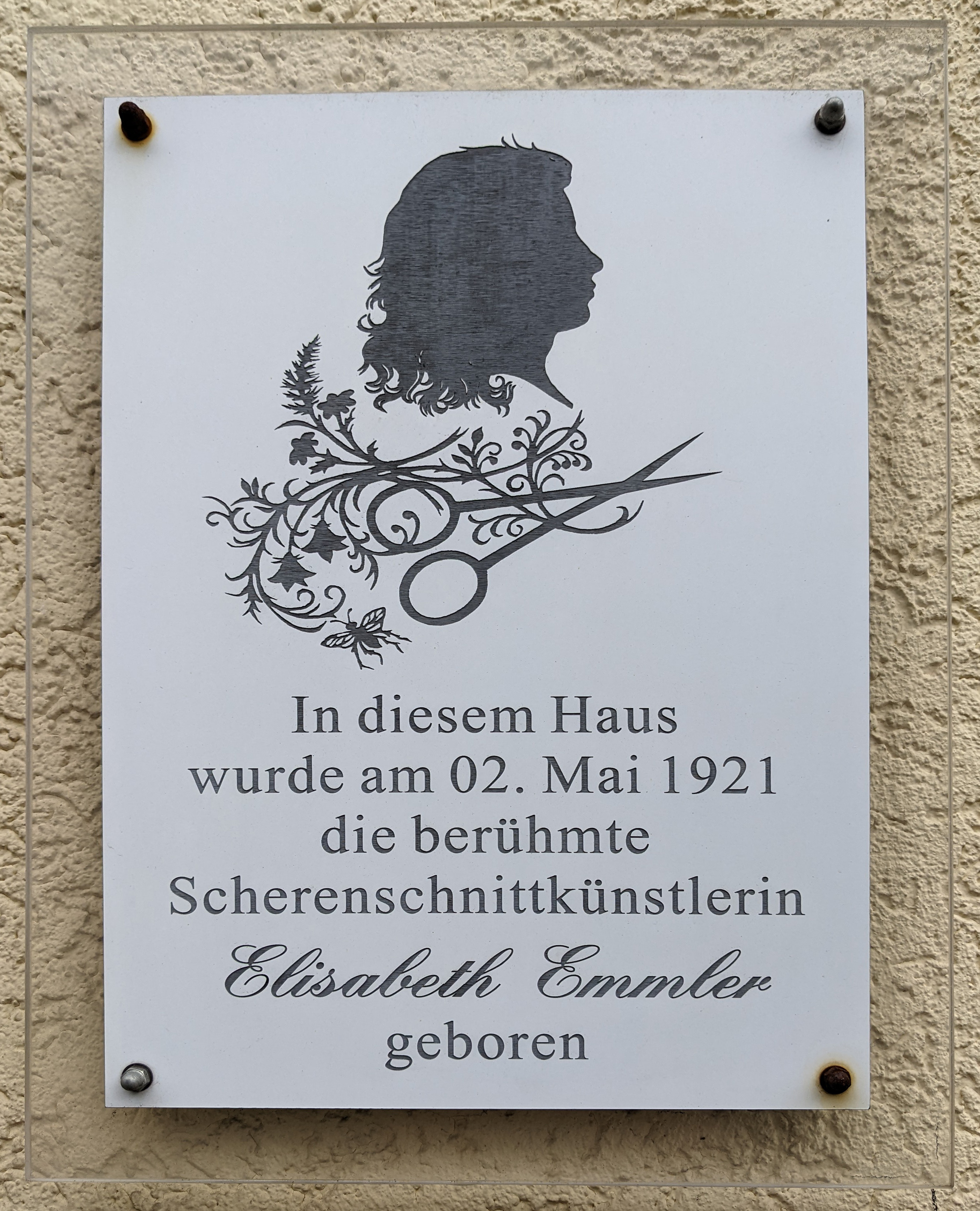
Gedenktafel am Geburtshaus in Pirmasens, Herzogstraße 4

## Leben
Unmittelbar vor Beginn des Zweiten Weltkriegs flüchtete Elisabeth Emmler aus dem grenznahen bedrohten Pirmasens nach Kahl am Main. Von dort aus konnte sie ab 1940 die Hochschule für Gestaltung in Offenbach besuchen, wo sie sich mit den Techniken der Buchillustration vertraut machte. Schließlich spezialisierte sie sich auf Scherenschnitte.
1956 bis 1968 war sie als Kunsterzieherin an den Realschulen in Alzenau und Aschaffenburg tätig. 1977 zog sie um nach Wertheim am Main und widmete sich ganz der Scherenschneiderei.
In Elisabeth Emmlers Geburtsstadt Pirmasens gibt es im dortigen Alten Rathaus ein Scherenschnittkabinett mit einer Auswahl ihrer Bilder.

## Werke (Auswahl)
- Das Zauberscherlein: ein Jahresreigen, Scherenschnitte von Elisabeth Emmler.  : Bröstler, Marktheidenfeld, 1993, ISBN 978-3-927439-12-2.
- Bilder mit der Schere geschnitten. E. Emmler, Wertheim, 1979.
- Märchenbilderbuch. E. Emmler, Wertheim, ca. 1975.